# هيفاء البشير
هيفاء مسعود ملحيس البشير (29 نيسان 1931-)، سيدة أردنية رائدة في العمل الاجتماعي لها العديد من الأعمال الأدبية.

## سيرة حياتها
ولدت في نابلس عام 1931 حصلت على شهادة المترك فلسطين من كلية دار المعلمات بالقدس سنة 1948، ثم شهادة البكالوريوس في التمريض من الجامعة الأردنية سنة 1983، ثم شهادة الدبلوم العالي في الدراسات السكانية من الجامعة نفسها سنة 1988.
عملت مدرّسة في نابلس (1948-1954)، ثم في السلط (1954-1966)، ثم في عمان (1966-1970). ثم تفرغت للعمل التطوعي والخيري في ميادين الصحة ودعم التمريض ورعاية كبار السن والمرضى النفسيين وقضايا المرأة.
أسست جمعية الأسرّة البيضاء ورأستها منذ سنة 1970، وأسست دار الضيافة للمسنين التابعة للجمعية سنة 1979 ورأسَتها، وهي مؤسِّسة منتدى الروّاد الكبار التابع للجمعية ورئيسته منذ سنة 2010، ورئيسة جمعية التأهيل النفسي منذ سنة 1994، ومؤسِّسة مركز الصفصاف التابع للجمعية ورئيسته منذ سنة 2003.
شغلت عضوية المجلس الصحي العالي (1977-1980)، ومجلس أمانة العاصمة (1980)، وهي من مؤسِّسات الاتحاد النسائي الأردني العام ورئيسته الأولى (1981-1990)، وتولت منصب نائبة رئيسة الاتحاد النسائي العربي العام (1981-1990).
كما شغلت عضوية المجلس الوطني الاستشاري (1982-1984)، ومجلس أمانة عمّان الكبرى (1986-1994)، والمكتب التنفيذي لاتحاد الجمعيات الخيرية لمحافظة البلقاء (1994-1996)، والهيئة الإدارية لاتحاد الكتّاب والأدباء الأردنيين (1995-1997)، ولجنة التنسيق للمنظمات غير الحكومية المنبثقة عن اللجنة الوطنية لشؤون المرأة، ومجلس أمناء جامعة
آل البيت (1998-2001)، وهي ترأسُ ائتلاف مؤسسات المجتمع المدني الصحي منذ سنة 2011.

## جوائز وتكريمات
حصلت السيدة البشير عام 1977 على جائزة قدمها لها المركز الثقافي الإيطالي في روما، تقديرا لدورها في العمل العام 
كما نالت جائزة الملك حسين للتميز العلمي من الجامعة الأردنية لحصولها على المرتبة الأولى على دفعتها في كلية التمريض (1983)، وجائزة الملكة نور لرائدات العمل النسائي (1995)، جائزة مهرجان دبي للاسرة العربية المثالية (2006) من الشيخ محمد ال مكتوم ، وجائزة الملكة نور لأدب الأطفال (محور القصة القصيرة) من مؤسسة نور الحسين (1997)، وجائزة الملك الحسين للعطاء المتميز من الدرجة الأولى (2007).
قدّم لها الملك عبد الله الثاني بن الحسين وسام مئوية الدولة، في احتفال عيد الاستقلال بتاريخ 25 أيار\مايو 2021.

## أعمالها الأدبية
- الفرح والسعد (المجموعة الأولى)، عشر قصص للأطفال، (د.ن)، عمّان، 1997.
- حكايات جدتي، قصص للأطفال، (د.ن)، عمّان، 1999.
- فرح وبرج الحمام، قصص للأطفال، (د.ن)، عمّان، 1999.
- يوم ماطر وقوس قزح، قصص للأطفال، (د.ن)، عمّان، 1999.
- الفرح والسعد (المجموعة الثانية)، عشر قصص للأطفال، عمّان، 2004.
- محطات في رحلتي مع الحياة، سيرة ذاتية، أمانة عمّان الكبرى، عمّان، 2010.[1]